# رود شکوتوفکا
رود شکوتوفکا (انگلیسی: Shkotovka) یک رودخانه در سرزمین پریمورسکی کشور روسیه است.